# Сан-Дієго (футбольний клуб)
Футбольний клуб «Сан-Дієго» (англ. San Diego Football Club) — американський футбольний клуб з міста Сан-Дієго. Клуб з 2025 року грає в Західній конференції MLS. Домашні матчі команда проводить на стадіоні «Снепдрегон Стейдіум». Клуб розпочне виступи в офіційних матчах із сезону МЛС 2025 року як нова франшиза. Власниками клубу є британсько-єгипетський бізнесмен і колишній політик Мохамед Мансур і плем'я сікуан, федерально визнане індіанське плем'я. 18 травня 2023 року власники клубу отримали право на франшизу MLS.

## Історія

### Найвищий футбольний дивізіон у Сан-Дієго
Найпершою професійною футбольною командою Сан-Дієго був недовготривалий клуб «Сан-Дієго Торос», який грав у Північноамериканській футбольній лізі (NASL), який переїхав з Лос-Анджелеса в 1968 році та зіграв один сезон. Друга команда NASL, «Сан-Дієго Джоз», була створена в 1976 році з колишнього клубу «Балтимор Кометс», і грала протягом одного року до переїзду в Лас-Вегас; команда повернулася до міста в 1978 році, і була перейменована на «Сан-Дієго Сокерз». Футбольні матчі проводились на відкритому стадіоні «Джек Мерфі», який поділяли з командою Національної футбольної ліги «Сан-Дієго Чарджерс» і командою МЛБ «Сан-Дієго Падрес». Матчі «Сокерс» мали низьку відвідуваність, але команда пережила закриття NASL, та перейшла до Major Indoor Soccer League, де команда виграла 8 чемпіонатів за 9 сезонів. «Сан-Дієго Сокерз» пізніше перейшла до Continental Indoor Soccer League у 1993 році, та припинила свою діяльність у 1997 році; пізніше цю назву дали другій закритій команді, яка грала з 2001 по 2004 рік, і третій закритій команді, яка почала грати в 2009 році. Інші футбольні команди з міста, які грали на відкритих майданчиках, зокрема «Сан-Дієго Флеш» і «Сан-Дієго 1904», грали недовго в нижчих дивізіонах американського футболу в 2000-х і 2010-х роках до їх розпуску.

### Попередні спроби отримання франшизи MLS

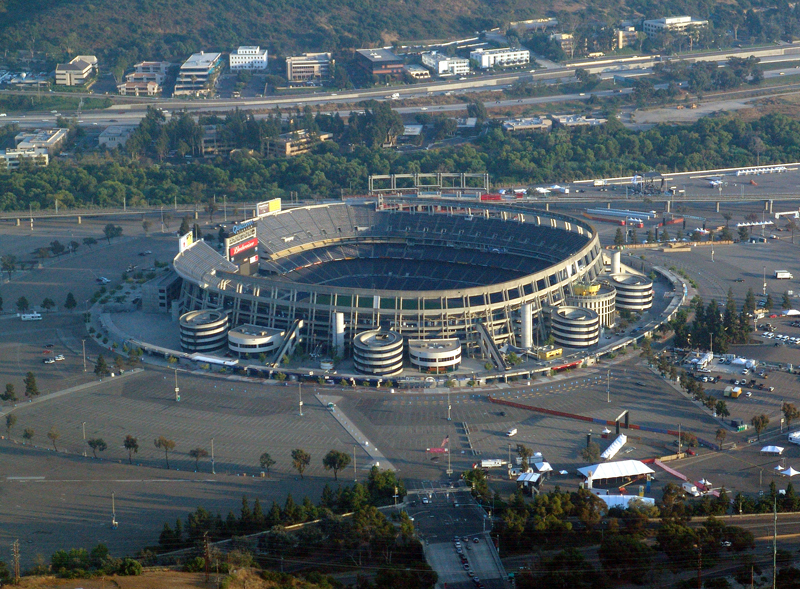
Стадіон «Куалкомм» приймав матч усіх зірок MLS 1999 року, та брав участь у кількох заявках на франшизу в Сан-Дієго.

У час створення MLS у середині 1990-х років Сан-Дієго не було серед міст США, які офіційно подали заявку на створення команди в першому сезоні, але представники міста виявили інтерес до створення команди, і провели кілька зустрічей з представниками ліги. Комісар MLS Даг Логан описав Сан-Дієго як «основного кандидата» на нову франшизу, але відсутність у місті відповідного стадіону для футбольних матчів була «головною перешкодою»; у той час стадіон «Джек Мерфі» використовувала бейсбольна команда «Падрес» і мав більшу місткість, ніж бажаний розмір для ліги. Відремонтований стадіон «Джек Мерфі» (перейменований на стадіон «Куалкомм Стедіум») прийняв кілька показових матчів, а також матч усіх зірок MLS 1999 року, який відвідали 23 277 осіб; це був єдиний матч зірок MLS, який проходив за межами активної чи майбутньої діяльності MLS.
Після схвалення планів побудови стадіону «Падрес» у центрі міста комітет з розширення MLS висловив свою підтримку потенційній команді, яка гратиме на стадіоні «Куалкомм Стедіум», або на новозбудованому спеціальному футбольному стадіоні. Стадіон у Сан-Дієго розглядався як потенційне місце базування команди «Чівас», нової франшизи MLS, яка пізніше стала резервною командою для клубу Мексиканської Прімери «Гвадалахара». Проте команда вирішила поділитися своїм домашнім майданчиком із клубом «Лос-Анджелес Гелаксі», та грала на стадіоні «СтабХаб Центр» у Карсоні, і виступала в лізі протягом 10 сезонів, перш ніж припинила виступи через низьку відвідуваність та проблеми з власністю. Ліга продовжувала перераховувати Сан-Дієго як потенційного кандидата на франшизу, та вела переговори з кількома зацікавленими групами інвесторів, але відсутність відповідного стадіону завадила подальшому розгляду цього питання. Стадіон «Бальбоа», який був домашнім стадіоном команди з американського футболу «Чарджерс енд Джоз» у 1960-х роках, також згадувався як потенційне місце для меншого стадіону, побудованого для команди MLS.
Нова мексиканська команда, яка базувалась неподалік американо-мексиканського кордону, «Тіхуана», яка отримала прізвисько «Шолос», та була заснована в 2007 році, і підвищилася до найвищої мексиканської ліги в 2011 році, розпочала залучати вболівальників у Сан-Дієго, яке росташоване на відстані близько 32 км на північ від її домашнього стадіону, і зіграла кілька виставкових матчів у цьому місті на різних стадіонах, зокрема на стадіонах «Куалкомм Стедіум» і «Петко Парк». Сан-Дієго також залишався одним із найкращих ринків перегляду в США для телевізійних трансляцій чемпіонату світу з футболу, англійської Прем'єр-ліги та інших закордонних футбольних змагань. Цей регіон також дав кількох видатних гравців для чоловічої та жіночої національних збірних США.
Клуб з американського футболу «Сан-Дієго Чарджерс» повідомив про плани свого переїзду в район Лос-Анджелеса в 2015 році, а також мав намір побудувати новий стадіон у центрі Сан-Дієго, який вимагав схвалення місцевої влади, але проєкт був відхилений. Від'їзд цієї команди був офіційно оголошений на початку 2017 року, та відкрив можливість для нової пропозиції про розширення MLS під керівництвом бізнесмена Майка Стоуна з кількома іншими інвесторами, включаючи власника бейсбольної команди «Сан-Дієго Падрес» Пітера Зайдлера та колишнього футболіста Лендона Донована. Окрема пропозиція від колишнього власника «Падрес» Джона Мурса, який виявляв інтерес до створення команди MLS у 1990-х роках, і придбання однієї з команд англійської Прем'єр-ліги, була відкликана роком раніше. Заявка Стоуна пропонувала реконструкцію території стадіону «Куалкомм Стедіум» під назвою «Соккер Сіті», яка включала б багатофункціональну забудову та парк навколо стадіону, який би ділився зі спортивними командами Університету штату Каліфорнія в Сан-Дієго, відомими як «Ацтеки». Стадіон міг би вмістити від 20 до 32 тисяч глядачів, і будівництво його коштувало б 200 мільйонів доларів. Окрему пропозицію від Університету штату Каліфорнія в Сан-Дієго під назвою «SDSU West» було оголошено та включено до того самого бюлетеня для голосування в листопаді 2018 року; «Соккер Сіті» зазнав поразки з 30 % голосів, тоді як «SDSU West» отримав 55 % схвалення.
У 2019 році Ворреном Смітом і Лендоном Донованом була створена команда другого дивізіону «Сан-Дієго Лоял», та почала грати наступного року в чемпіонаті USL на стадіоні «Тореро». Ця команда також виявила зацікавленість у розширенні MLS з іншими партнерами, але не брала участі в будь-яких подальших заявках. Стадіон «SDSU West» під назвою «Снепдрегон Стейдіум» був відкритий у 2022 році, та став домашнім стадіоном для команди Національної жіночої футбольної ліги «Сан-Дієго Вейв», яка перейшла на нього зі стадіону «Тореро». У своєму першому сезоні команда встановила кілька рекордів відвідуваності жіночого футболу в США та зібрала 32 тисячі уболівальників на новому стадіоні «Снепдрегон». Кілька груп інвесторів також звернулися до Університету штату Каліфорнія в Сан-Дієго з проханням створити нову франшизу MLS, яка грала б на стадіоні «Снепдрегон» із фінансовими поступками, яких вимагала ліга. У квітні 2023 року компанія «Petra Development Group» та сторонні інвестори оголосили про окрему пропозицію щодо будівництва багатофункціонального житлового та готельного району в передмісті Чула-Віста зі стадіоном для футбольних матчів.

### Заявка Мансура і сікуанів

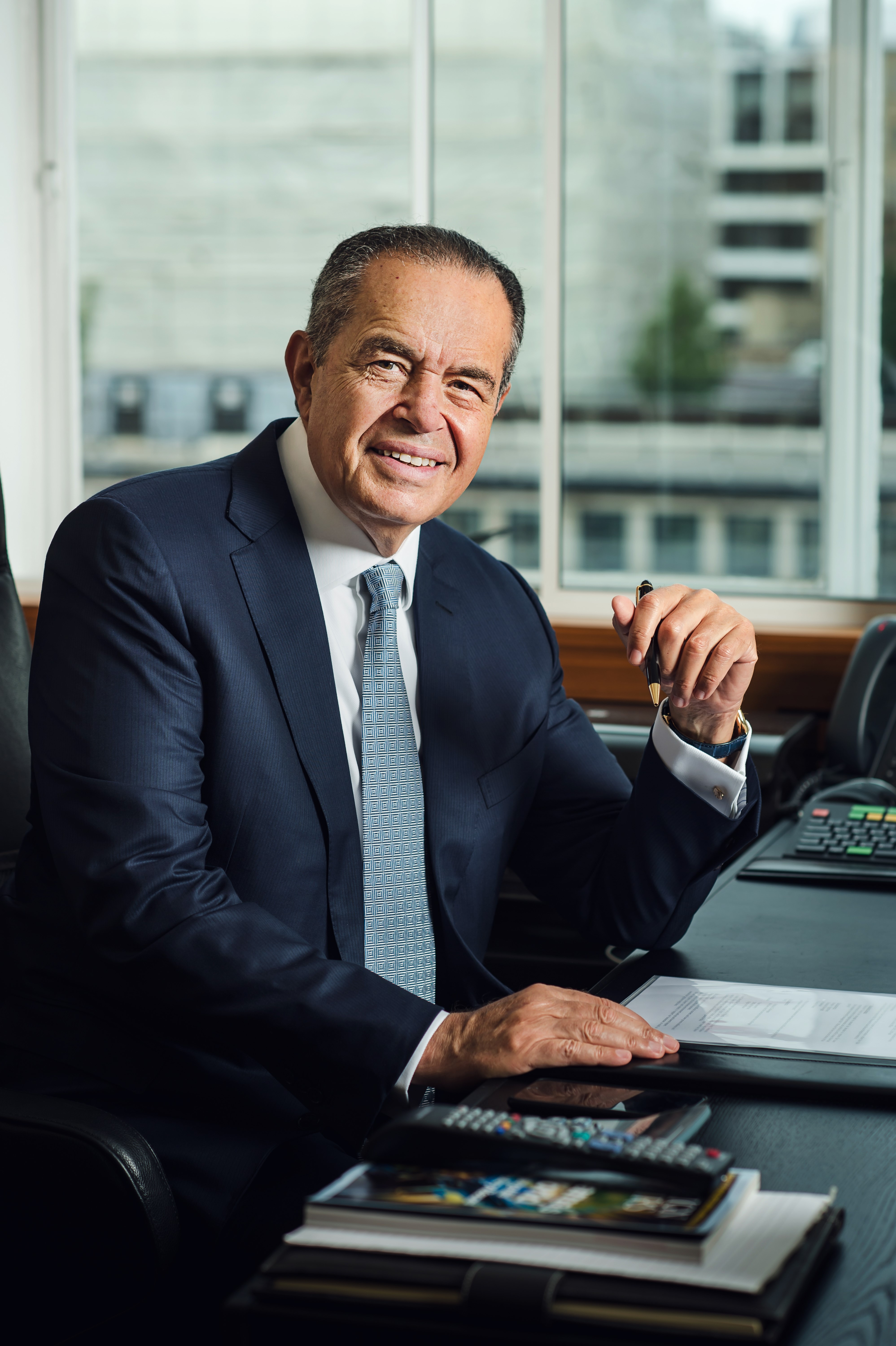
Мохамед Мансур приєднався до проєкту племені сікуан для заявки на франшизу MLS у 2022 році

Плем'я сікуан, федерально визнане індіанське плем'я та оператори місцевих розважальних закладів, почало шукати можливості для інвестування у спортивну власність у грудні 2020 року. Плем'я співпрацювало з девелопером Бредом Терміні, щоб подати заявку на наступну франшизу MLS на наступний рік, і шукало великого фінансового партнера для входження до ліги. Плем'я увійшло в контакт із «Mansour Group» на чолі з бізнесменом Мохамедом Мансуром, який приєднався до заявки наприкінці 2022 року. У жовтні 2022 року газета «The San Diego Union-Tribune» повідомила, що майбутній команді потрібна буде угода з Університетом штату Каліфорнія в Сан-Дієго, щоб використовувати стадіон «Снепдрегон Стейдіум». Сан-Дієго конкурував з пропозиціями Лас-Вегаса, який раніше називали «фаворитом» на право стати 30-ю командою MLS; початкова заявка Лас-Вегаса, очолювана Весом Іденсом і Нассефом Савірісом, які були співвласниками клубу англійської Прем'єр-ліги «Астон Вілла», включала концептуальний критий стадіон.
18 травня 2023 року на заході стадіону «Снепдрегон Стейдіум» MLS повідомила, що наступну франшизу було передано Сан-Дієго, яка та належатиме Мансуру та племені сікуан. За повідомленнями засобів масової інформації, група власників заплатила 500 мільйонів доларів за франшизу. Протягом дня було продано 5 тисяч абонементів на ігри нової команди. Назва команди, «Сан-Дієго», і кольори команди були оголошені на заході 20 жовтня. Клуб «Сан-Дієго» має розпочати виступи в 2025 році, що дасть штату Каліфорнія 4 клуби в MLS. Перший гравець команди, колишній воротар клубу «Сан-Дієго Лоял» Дюран Феррі, був підписаний у грудні 2023 року, та відданий в оренду до клубу «Оріндж Каунті» на сезон 2024 року.
У травні 2024 року футбольний клуб «Сан-Дієго» оголосив про п'ятирічне партнерство з клубом «Тіхуана», яке включає щорічний товариський матч між двома командами, який проводитиметься в Сан-Дієго. Це перше партнерство такого роду між окремими клубами MLS і Мексиканської Прімери. У червні 2024 року команда підписала контракт із своїм першим призначеним гравцем, нападником збірної Мексики та нідерландського клубу ПСВ Ірвінгом Лосано. Лосано залишився з ПСВ до першого тренувального збору «Сан-Дієго» в січні 2025 року. «Сан-Дієго» вибрав п'ятьох гравців під час драфту розширення MLS 2024, який відбувся в торговому центрі «Mission Valley» 11 грудня. Троє з гравці були збережені клубом, а два відібрані були обміняні в інші команди MLS.

### Перший сезон
Перший матч команда провела 23 лютого 2025 року в «Дігніті Хелс Спортс Парк» проти чинного володаря Кубка МЛС «Лос-Анджелес Гелаксі». «Сан-Дієго» виграв з рахунком 2–0, 2 м'ячі забив Андерс Дреєр; близько тисячі вболівальників приїхали до «Дігніті Хелс Спортс Парк», щоб підтримати команду. Перший домашній матч клубу «Сан-Дієго» на стадіоні «Снепдрегон Стейдіум» відбувся 1 березня проти клубу «Сент-Луїс Сіті», нічия 0–0 перед 34506 уболівальниками стала найбільшою кількістю відвідувачів на спортивній події в історії стадіону.

## Ідентичність клубу
Емблема команди складається з щита офіційних кольорів клубу, хромового та лазурного, оточений градієнтною смугою синього, червоного, оранжевого та жовтого кольорів. У центрі щита є круглий малюнок під назвою «Потік» із 18 лініями, які представляють 18 міст округу Сан-Дієго. У верхній частині щита розташована арка з написом «Сан-Дієго», що представляє монументальні знаки, що прикрашають околиці міста.
Клуб «Сан-Дієго» уклав контракт з костариканським консультантом з дизайну «Pupila», щоб розробити ідентичність клубу. Частиною представлення клубу також була серія вторинних логотипів із написом «The Flow» і «SD». Назва «ФК Сан-Дієго» використовувалася як робоча та письмова назва під час оголошення про нову франшизу в травні 2023 року; команда є одинадцятою в MLS, яка використовує приставку «ФК». Ім'я та емблема клубу, які були оприлюднені «The Athletic» за день до жовтневого представлення, викликали загалом негативну реакцію в Інтернеті. Товари з емблемою команди на заході були розпродані, та були доповнені відкриттям у листопаді тимчасового магазину в торговому центрі «Mission Valley».
Перша форма команди була представлена 13 грудня 2024 року. Вона складається з темного посиненого фону з білою обробкою та «градієнтною окантовкою» від червоного до синього з боків.

### Спонсори
Виробником форми для клубу є компанія «Adidas». 18 липня 2024 року команда повідомила, що першим титульним спонсором клубу буде «DirecTV».

## Стадіон і споруди

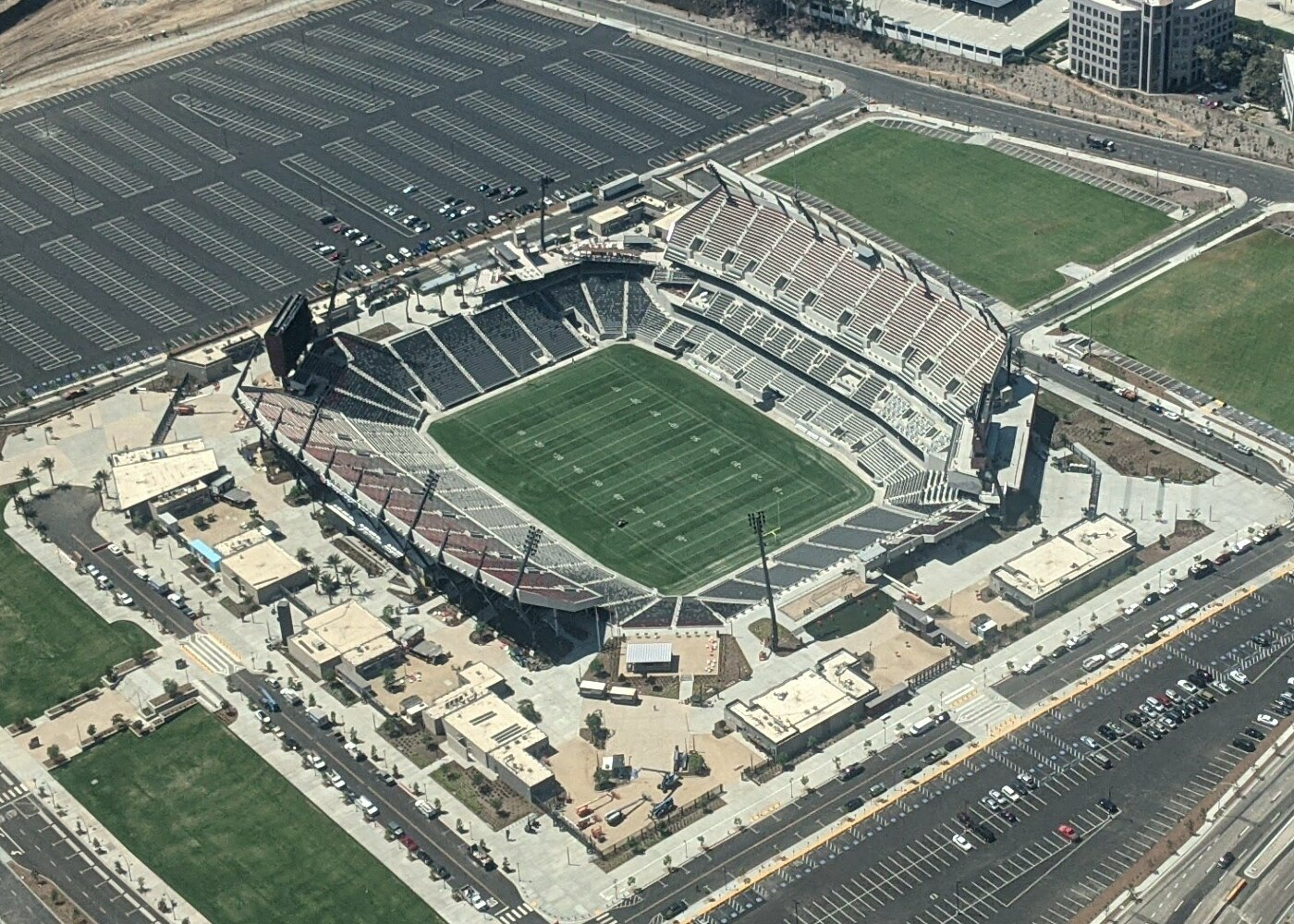
Вид з висоти пташиного польоту на «Снепдрегон Стейдіум», домашнє поле команди

Футбольний клуб «Сан-Дієго» проводить домашні матчі на стадіоні «Снепдрегон Стейдіум», відкритому майданчику на 35 тисяч місць, який був відкритий у 2022 році на місці колишнього стадіону «Сан-Дієго». Стадіон розташований на території Університету штату Каліфорнія в Сан-Дієго, та переважно використовується для матчів університетської футбольної команди «Ацтекс». Він також є домашнім стадіоном для футбольного клубу Національної жіночої футбольної ліги «Сан-Дієго Вейв». З 2023 року стадіон також приймав міжнародні товариські матчі та змагання КОНКАКАФ, у тому числі фінал жіночого Золотого кубка КОНКАКАФ у 2024 році.
«Снепдрегон Стейдіум» був побудований відповідно до футбольних специфікацій з різними пристосуваннями, які відповідають стандартам MLS; кількість місць на стадіоні більша, ніж на більшості футбольних стадіонів, але він не має даху чи іншого захисту від погодних умов. На стадіоні також є 20 ВІП-місць і 260 місць біля поля. Згідно з даними газети «The San Diego Union-Tribune», у травні 2023 року ФК «Сан-Дієго» підписав договір оренди з Університетом штату в Сан-Дієго на використання стадіону, який, коштує 200 тисяч доларів за матч. Команда буде ділитися роздягальнями з футбольною командою університету, та матиме пріоритет у розкладі за ними, але вище, ніж жіноча команда «Сан-Дієго Вейв». Клуб також отримає 1,75 мільйона доларів від прав на назву стадіону, сплачених компанії «Qualcomm» в рамках договору оренди. Тренувальні приміщення для команди планується побудувати на ділянці площею 28 акрів (11 га) поруч із гольф-курортом «Singing Hills» на території племені сікуан на схід від Ель-Кахона. Кампус буде спільним з молодіжною академією «Right to Dream Academy», і розміщуватися навколо будівлі площею 4600 м² з 5 повнорозмірними полями та одним половинним полем. Колишній готель «Singing Hills» буде відремонтовано під гуртожитки для гравців і персоналу академії. Будівництво почалося в листопаді 2023 року, і планується його завершення до 2025 року, а використання кампусу розпочнеться наприкінці того ж року. Штаб-квартира команди знаходиться в орендованому приміщенні в районі Літл-Італія міста Сан-Дієго.

## Право власності та керівництво
Команда належить британсько-єгипетському бізнесмену та політику Мохамеду Мансуру, та племені сікуан. «Mansour Group» також володіє данським клубом «Норшелланн» і молодіжною академією «Right to Dream Academy», яка має філії в Гані, Єгипті та Данії. Згідно з даними газети «The San Diego Union-Tribune», в Ель-Кахоні планується відкрити філію «Right to Dream Academy» з житловими приміщеннями на 120—160 місць. Плем'я сікуан є першим індіанським племенем, якому належить частина професійної футбольної команди в США, і другим, яке має частку власності в будь-якій професійній спортивній команді після племені мохеган у Коннектикуті. Група власників також включає гравця бейсбольної команди «Сан-Дієго Падрес» Менні Мачадо, девелопера Бреда Терміні, та кількох керівників «Right to Dream». 18 травня 2023 року головним виконавчим директором клубу був призначений Том Пенн; раніше він був президентом футбольного клубу «Лос-Анджелес». 20 листопада 2024 року клуб повідомив, що до групи власників приєднався іспанський футболіст Хуан Мата.
Першим головним тренером клубу «Сан-Дієго» став Майк Варас, призначений у вересні 2024 року. Він був тимчасовим головним тренером чоловічої національної збірної США протягом 2 матчів, а раніше тренував збірну США віком до 20 років.